# Allicin
Allicin är en svavelorganisk förening som bildas i lök (så som gul lök, rödlök, vitlök med flera) och som skyddar växten mot angrepp av skadedjur. Allicin har en stark doft av vitlök och har antiseptiska och antimykotiska egenskaper.

## Egenskaper
Allicin bryts omedelbart ner i sura miljöer (pH < 3), till exempel i magsäcken, till 2-propensulfensyra som antas ha positiv inverkan på hälsan genom att binda superoxid-radikaler. Hos hundar är det däremot förenat med stor fara då det kan orsaka blodbrist, diarréer och skador på inre organ när de äter till exempel lök.

## Syntes
Allicin bildas när två allylsulfensyra kondenseras.